# Izbicznia
Izbicznia (ros. Избичня) – wieś (sieło) w Rosji, w obwodzie briańskim, w rejonie komariczskim. W 2010 liczyła 211 mieszkańców.